# Nisa (Lykien)
Koordinaten: 36° 26′ N, 29° 39′ O
Nisa war eine antike Stadt in der kleinasiatischen Landschaft Lykien im Südwesten der heutigen Türkei.
Nisa wird nur in wenigen Schriftquellen erwähnt. Es ist nur eine Münze aus dem 2. Jahrhundert v. Chr. bekannt. In der Spätantike war Nisa Sitz eines Bischofs; auf das Bistum geht das Titularbistum Nisa in Lycia der römisch-katholischen Kirche zurück.
Es sind einige Überreste der Stadt im Bergland etwa 25 Kilometer nördlich der Hafenstadt Kaş erhalten, darunter ein Theater, ein Stadion und die Stadtmauer.